# Yoon Ji-su
Yoon Ji-su, född 24 januari 1993 i Busan, är en sydkoreansk fäktare som vid OS 2020 och vid OS 2024 ingick i det sydkoreanska laget som tog brons respektive silver i sabel.